# .tz

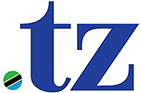

.tz는 탄자니아의 인터넷 국가 코드 최상위 도메인이다. 아래의 2차 도메인 아래에서 3차 도메인으로 등록할 수 있다.
- .co.tz: 영리 단체
- .ac.tz: 학교 학사 학위
- .go.tz: 정부
- .or.tz: 비영리 단체
- .ne.tz: 네트워크 인프라